# Cahenia connexa
Cahenia connexa är en tvåvingeart som först beskrevs av Verbeke 1960.  Cahenia connexa ingår i släktet Cahenia och familjen parasitflugor.
Artens utbredningsområde är Kongo. Inga underarter finns listade i Catalogue of Life.